# Église Notre-Dame d'Esquay-Notre-Dame
Pour les articles homonymes, voir Église Notre-Dame.
L'église Notre-Dame est une église catholique du XIIe siècle située à Esquay-Notre-Dame, en France.

## Localisation
L'église est située dans le département français du Calvados, dans le bourg d'Esquay-Notre-Dame.

## Historique
Hamon aux Dents, baron normand révolté contre le jeune duc de Normandie Guillaume, (le futur Conquérant), tué lors de la bataille du Val-ès-Dunes, fut inhumé dans l'église.

## Architecture
Le chœur et l'abside sont inscrits au titre des monuments historiques depuis le 4 octobre 1932.

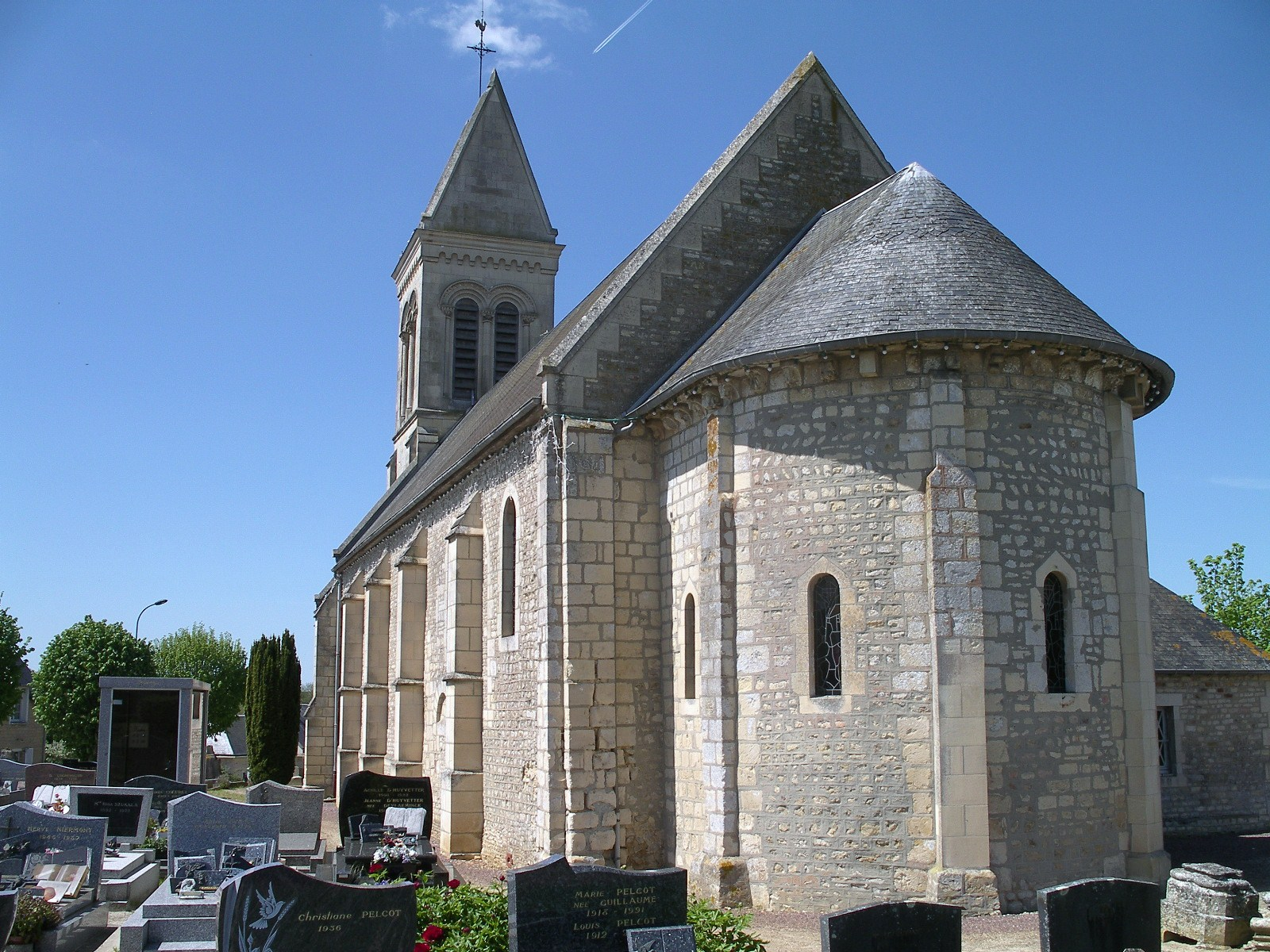
Vue orientale.
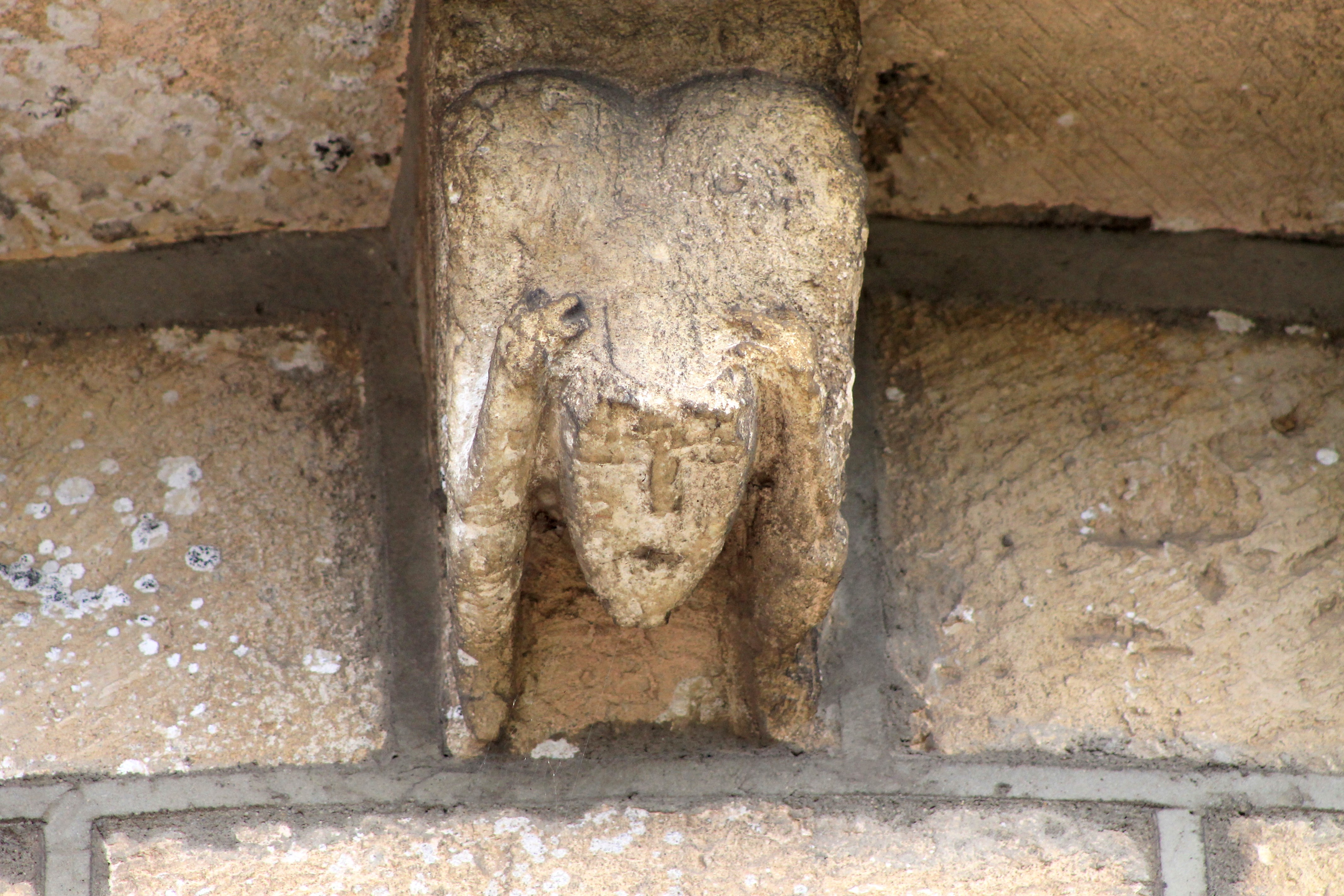
Un modillon.